# Sở giao dịch chứng khoán Úc
Sở giao dịch chứng khoán Úc (ASX) là sở giao dịch chứng khoán sơ cấp của Úc. Nó được tạo thành bởi sự sáp nhập của Sở giao dịch cổ phiếu Úc và Sở giao dịch hàng hóa giao sau Sydney tháng 7 năm 2006.
Ngày nay, Sở giao dịch chứng khoán Úc có doanh số trung bình hàng ngày 4.685 tỷ đô la và có số vốn hóa của thị trường khoảng 1.4 nghìn tỷ đô la Úc, trở thành một trong 10 sở giao dịch chứng khoán lớn nhất thế giới, so với Sở giao dịch chứng khoán New York, Sở giao dịch chứng khoán London và Sở giao dịch chứng khoán Đức.
| Cổ phiếu | Tên công ty           | Ngành             |
| -------- | --------------------- | ----------------- |
| AMP      | AMP                   | Dịch vụ Tài chính |
| ANZ      | ANZ                   | Dịch vụ Tài chính |
| CBA      | Ngân hàng Commonweath | Dịch vụ Tài chính |
| MQG      | Tập đoàn Macquarie    | Dịch vụ Tài chính |
| NAB      | Ngân hàng Quốc gia Úc | Dịch vụ Tài chính |
| QBE      | QBE                   | Dịch vụ Tài chính |
| SUN      | Suncorp               | Dịch vụ Tài chính |
| WBC      | Westpac               | Dịch vụ Tài chính |
| BHP      | BHP                   | Công nghiệp nặng  |
| NCM      | Newcrest              | Công nghiệp nặng  |
| RIO      | Rio Tinto             | Công nghiệp nặng  |
| BXB      | Brambles              | Bán lẻ            |
| WES      | Westfamers            | Bán lẻ            |
| WDC      | Westfield             | Bán lẻ            |
| WOW      | Woolworths            | Bán lẻ            |
| CSL      | CSL                   | Chăm sóc sức khỏe |
| ORG      | Origin Energy         | Năng lượng        |
| STO      | Santos                | Năng lượng        |
| WPL      | Woodside Petroleum    | Năng lượng        |
| STO      | Santos                | Năng lượng        |

## Tổng quan
ASX Group là nhà điều hành thị trường, công ty thanh toán bù trừ và hỗ trợ hệ thống thanh toán. Nó cũng giám sát việc tuân thủ các quy tắc hoạt động của mình, thúc đẩy các tiêu chuẩn quản trị công ty giữa các công ty niêm yết của Úc và giúp giáo dục các nhà đầu tư bán lẻ.

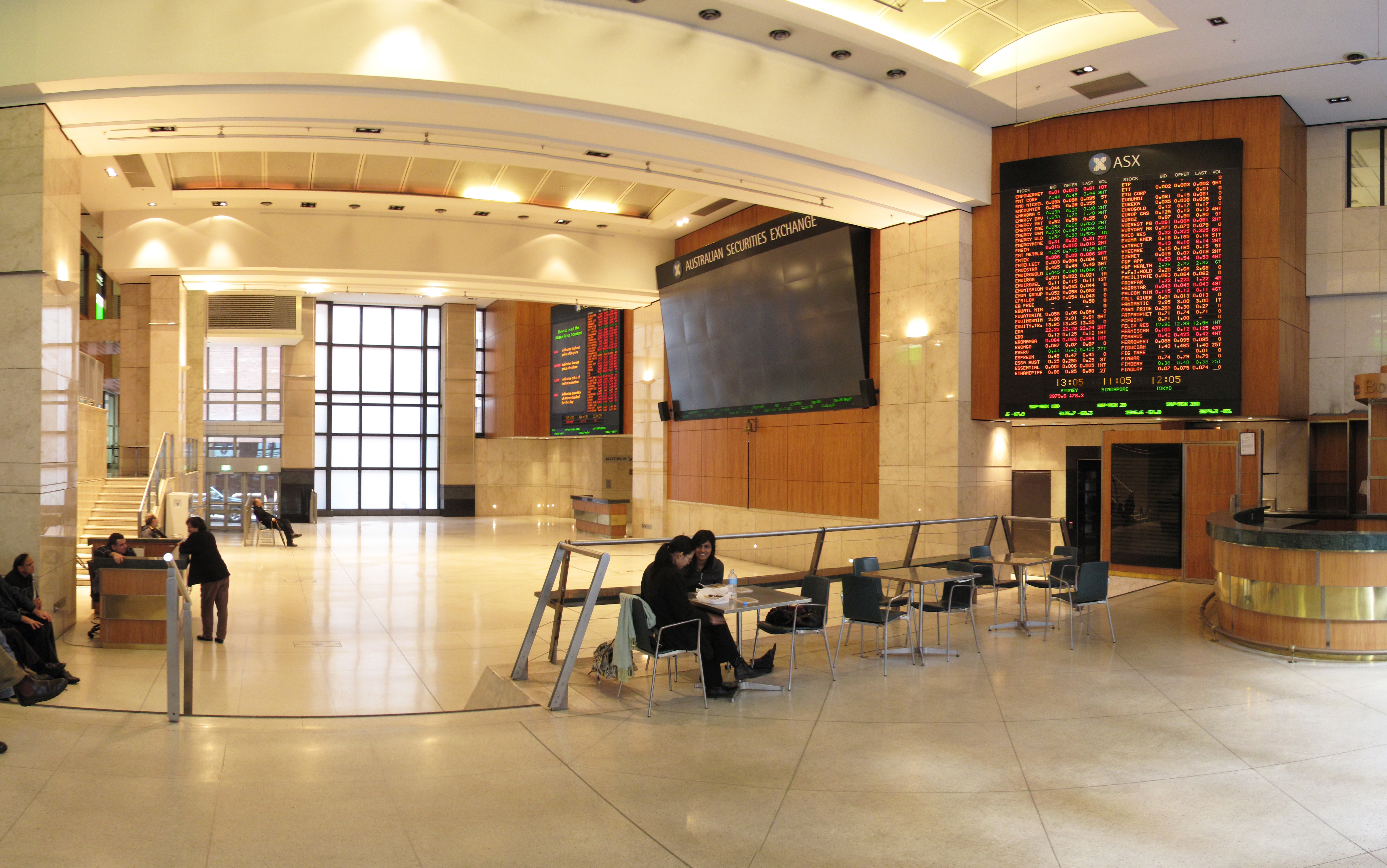
Quang cảnh lối vào của Sở giao dịch chứng khoán Úc

### Thị trường vốn của Úc
- Phát triển tài chính - Australia được Diễn đàn Kinh tế Thế giới xếp hạng thứ 5 trong số 57 các hệ thống tài chính và thị trường vốn hàng đầu thế giới;
- Thị trường chứng khoán - lớn thứ 8 trên thế giới (dựa trên vốn hóa thị trường tự do chuyển nhượng) và lớn thứ 2 ở Châu Á - Thái Bình Dương, với vốn hóa thị trường 1,2 nghìn tỷ đô la Úc và giao dịch thứ cấp trung bình hàng ngày trên 5 tỷ đô la Úc một ngày;
- Thị trường trái phiếu - thị trường nợ lớn thứ 3 Châu Á Thái Bình Dương;
- Thị trường phái sinh - phái sinh thu nhập cố định lớn nhất khu vực Châu Á - Thái Bình Dương;
- Thị trường ngoại hối - thị trường ngoại hối Úc lớn thứ 7 trên thế giới về kim ngạch toàn cầu, trong khi đồng đô la Úc là đồng tiền được giao dịch nhiều thứ 5 và AUD / USD là cặp tiền tệ được giao dịch nhiều thứ 4;
- Quản lý quỹ - Phần lớn do hệ thống hưu bổng bắt buộc, Úc có nguồn quỹ được quản lý lớn nhất ở khu vực Châu Á - Thái Bình Dương và lớn thứ 4 trên thế giới. Thị trường chính của nó là Thị trường AQUA.

### Quy định
Ủy ban Đầu tư & Chứng khoán Úc (ASIC) có trách nhiệm giám sát giao dịch theo thời gian thực trên các thị trường tài chính được cấp phép trong nước của Úc và giám sát hành vi của những người tham gia (bao gồm cả mối quan hệ giữa người tham gia và khách hàng của họ) trên các thị trường đó. ASIC cũng giám sát sự tuân thủ của chính ASX với tư cách là một công ty đại chúng với Quy tắc niêm yết ASX.
ASX Compliance là một công ty con của ASX chịu trách nhiệm giám sát và thực thi việc tuân thủ các quy tắc hoạt động của các công ty trong danh sách ASX.
Ngân hàng Dự trữ Úc (RBA) giám sát các cơ sở thanh toán và bù trừ của ASX để ổn định hệ thống tài chính.

### Các sản phẩm
Các sản phẩm và dịch vụ có sẵn để giao dịch trên ASX bao gồm cổ phiếu, hợp đồng tương lai, quyền chọn mua bán trao đổi, chứng quyền, hợp đồng chênh lệch, quỹ hoán đổi, ủy thác đầu tư bất động sản, công ty đầu tư niêm yết và chứng khoán lãi suất.
Các cổ phiếu lớn nhất được giao dịch trên ASX, về giá trị vốn hóa thị trường, bao gồm BHP, Commonwealth Bank, Westpac, Telstra, Rio Tinto, National Australia Bank và Australia & New Zealand Banking Group. [Cần dẫn nguồn]
Chỉ số thị trường chính là S & P / ASX 200, một chỉ số được tạo thành từ 200 cổ phiếu hàng đầu trong ASX. Điều này đã thay thế chỉ số All Ordinaries quan trọng trước đây, vẫn chạy song song với S&P ASX 200. Cả hai thường được trích dẫn cùng nhau. Các chỉ số khác cho các cổ phiếu lớn hơn là S & P / ASX 100 và S & P / ASX 50.

## Lịch sử

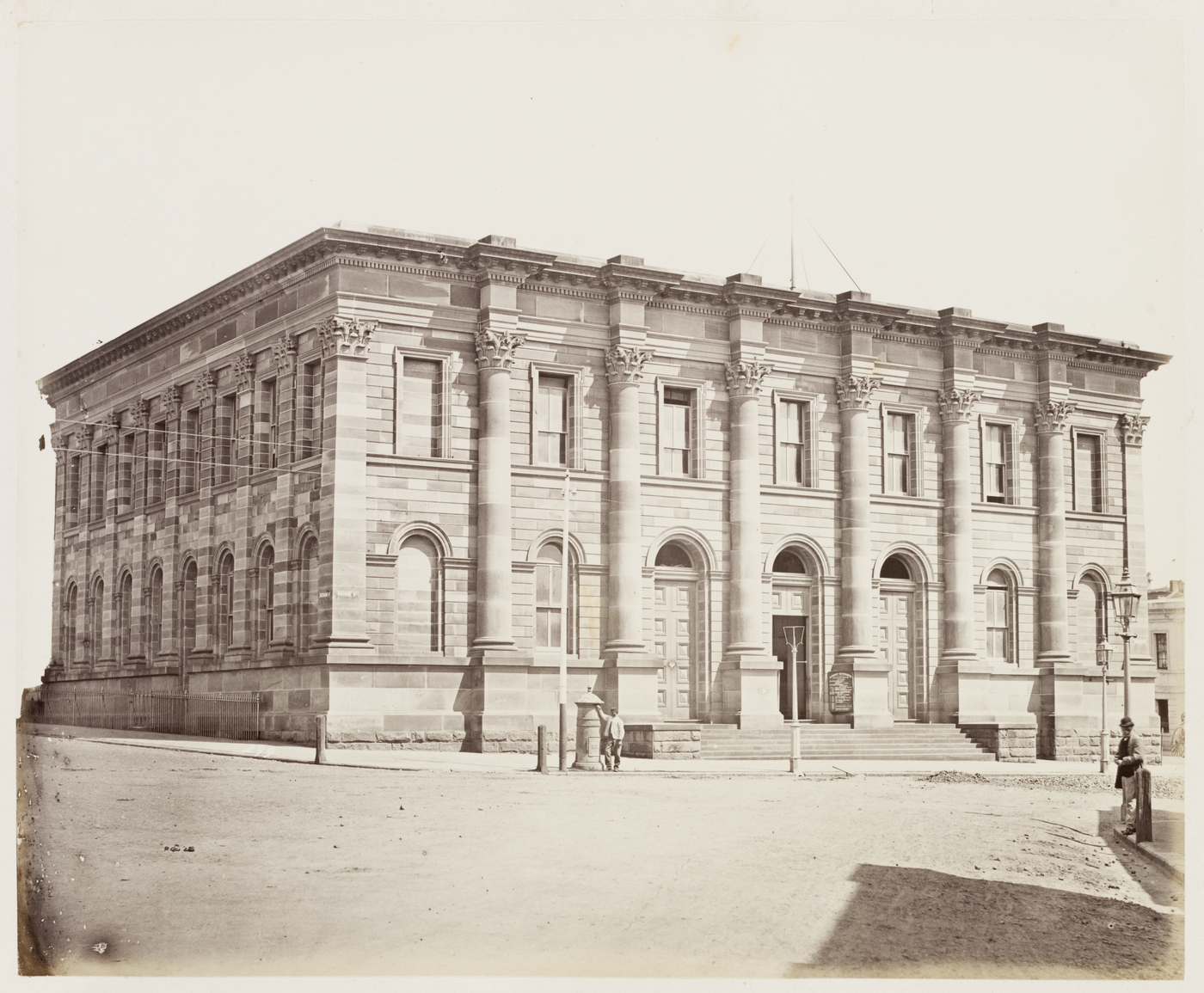
Sở giao dịch chứng khoán Sydney, năm 1872

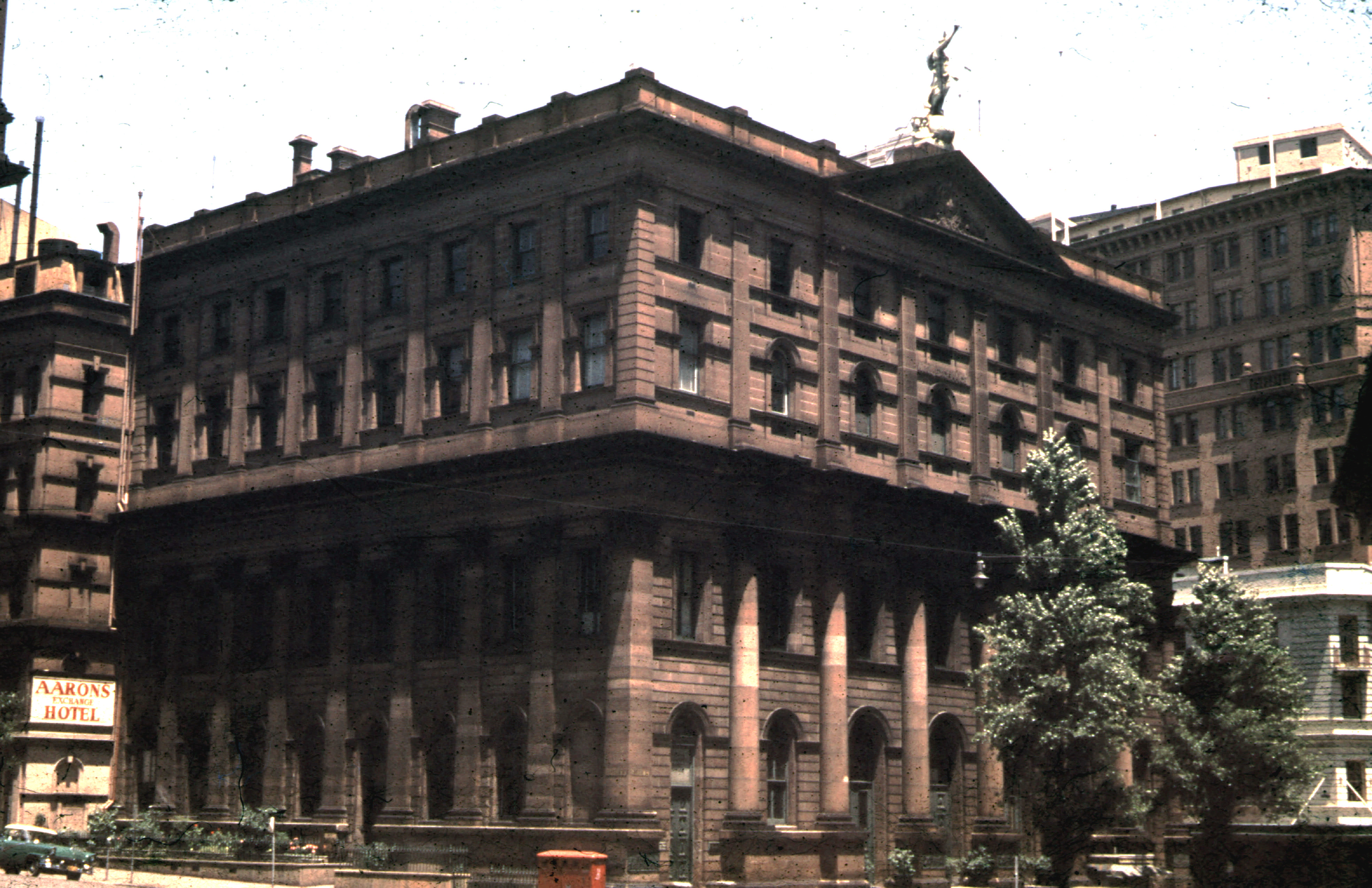
Tòa nhà Sở giao dịch chứng khoán Sydney, năm 1959

Nguồn gốc của ASX có từ giữa những năm 1800 khi sáu sàn giao dịch riêng biệt được thành lập tại các thành phố thủ phủ của Úc là Melbourne, Victoria, (1861), Sydney, New South Wales (1871), Hobart, Tasmania (1882), Brisbane, Queensland (1884), Adelaide, Nam Úc (1887) và Perth, Tây Úc (1889).  Một sàn giao dịch khác ở Launceston, Tasmania, đã sát nhập vào sàn giao dịch Hobart.
Vào tháng 11 năm 1903, hội nghị giữa các tiểu bang đầu tiên được tổ chức trùng với Cúp Melbourne. Các sàn giao dịch sau đó gặp nhau trên cơ sở không chính thức cho đến năm 1937 khi các Sở giao dịch chứng khoán liên kết của Úc (AASE) được thành lập, với các đại diện từ mỗi sàn giao dịch. Theo thời gian, AASE đã thiết lập các quy tắc niêm yết thống nhất, quy tắc nhà môi giới và tỷ lệ hoa hồng.
Giao dịch được thực hiện bởi một hệ thống cuộc gọi, trong đó một nhân viên trao đổi gọi tên của từng công ty và các nhà môi giới đặt giá hoặc chào bán trên từng công ty. Vào những năm 1960, hệ thống này chuyển thành hệ thống bưu điện. Nhân viên Exchange được gọi là "phấn hoa" đã viết hồ sơ dự thầu và chào hàng bằng phấn liên tục trên bảng đen, đồng thời ghi lại các giao dịch đã thực hiện. [5]
ASX (Australian Stock Exchange Limited) được thành lập vào năm 1987 theo luật của Quốc hội Úc, cho phép hợp nhất sáu sàn giao dịch chứng khoán độc lập trước đây hoạt động tại các thành phố thủ phủ của bang. Sau khi phi ngôn ngữ hóa, ASX là sàn giao dịch đầu tiên trên thế giới niêm yết cổ phiếu của mình trên thị trường riêng. ASX được niêm yết vào ngày 14 tháng 10 năm 1998. Vào ngày 7 tháng 7 năm 2006, Sở giao dịch chứng khoán Úc hợp nhất với Tập đoàn SFE, công ty mẹ của Sở giao dịch hàng hóa tương lai Sydney.

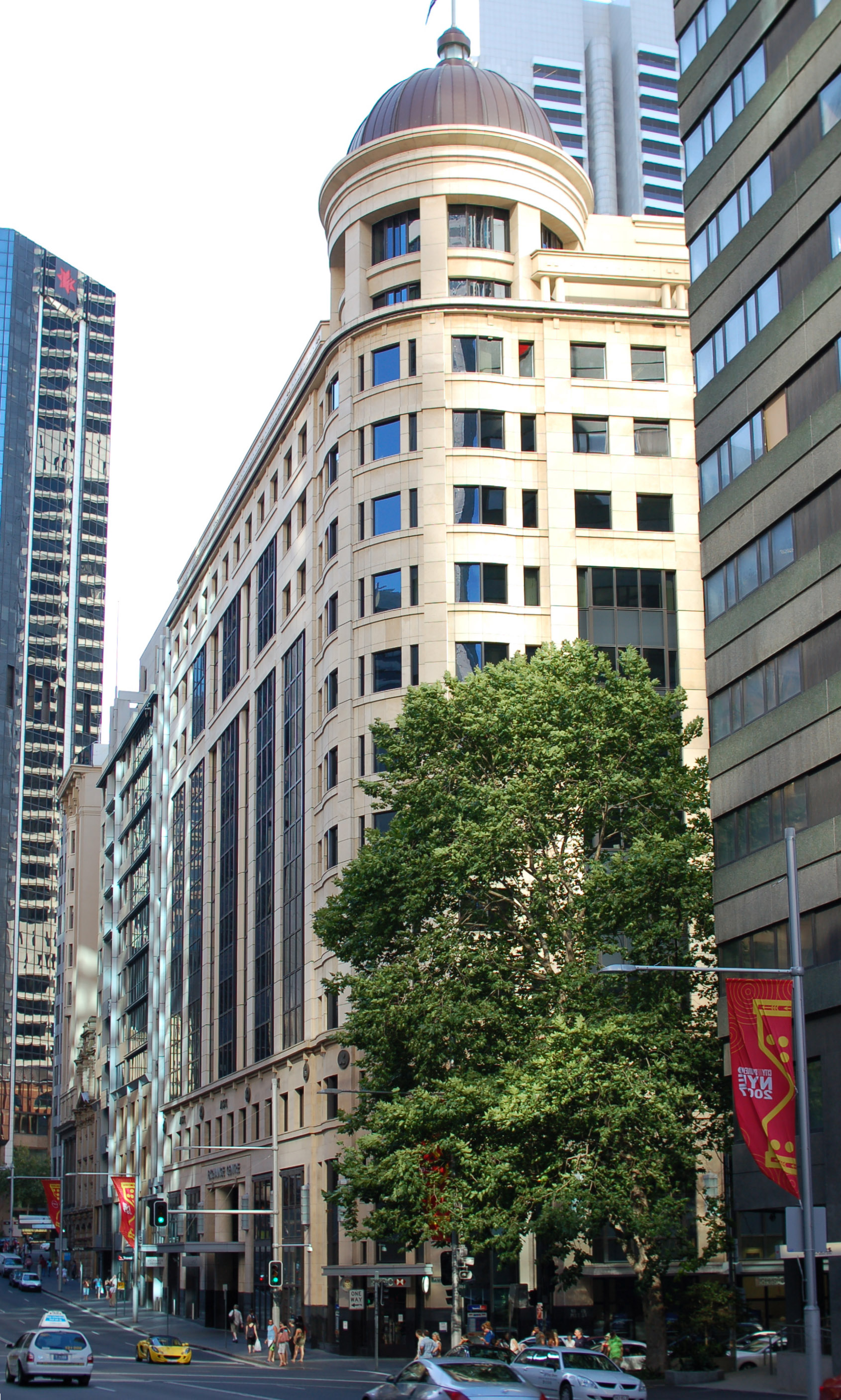
Quảng trường Giao dịch Sydney hiện nay

Dòng thời gian của các sự kiện quan trọng:
- 1861: Mười năm sau khi chính thức ra đời Cơn sốt vàng, sàn giao dịch chứng khoán đầu tiên của Úc được thành lập tại Melbourne. Vào những năm 1850, Victoria là trung tâm khai thác vàng của Úc, dân số của nó tăng từ 80.000 người vào năm 1851 lên 540.000 người vào năm 1861.
- 1871: Ba mươi năm sau khi thắp sáng ngọn đèn đường gas đầu tiên ở Sydney, Australian Gas Light Company một lần nữa ghi tên mình vào lịch sử, trở thành công ty thứ hai niêm yết trên Thị trường Chứng khoán Sydney.
- 1885: Hai năm sau khi Broken Hill Mining Company (công ty tư nhân) được thành lập bởi một nhóm bảy người đàn ông từ Mount Gipps Station, công ty được hợp nhất để trở thành Broken Hill Proprietary Company Limited (BHP). Năm 1885, BHP niêm yết trên Sở giao dịch chứng khoán Melbourne.
- Năm 1937: Các Sở Giao dịch Chứng khoán Liên kết Úc (AASE) được thành lập vào năm 1937. Kể từ năm 1903, các sở giao dịch chứng khoán nhà nước đã gặp nhau trên cơ sở không chính thức, nhưng vào năm 1936, Sydney đã đi đầu trong việc chính thức hóa hiệp hội. Ban đầu việc này liên quan đến các sàn giao dịch ở Adelaide, Brisbane, Hobart và Sydney. Melbourne và Perth tham gia ngay sau đó. Thông qua AASE, các sàn giao dịch dần dần đưa ra các yêu cầu niêm yết chung cho các công ty và môi giới thống nhất và các quy tắc khác cho các công ty môi giới chứng khoán. Họ cũng đặt ra các quy tắc cơ bản về hoa hồng và việc phân bổ các khoản vay của chính phủ và bán chính phủ.
- Năm 1938: Công bố chỉ số giá cổ phiếu đầu tiên.
- 1939: Sở giao dịch chứng khoán Sydney đóng cửa lần đầu tiên do tuyên bố chiến tranh thế giới thứ hai.
- 1960: Sở giao dịch hàng hóa kỳ hạn Sydney bắt đầu giao dịch với tên gọi Sở giao dịch hàng hóa kỳ hạn Sydney Greasy Wool (SGWFE). Mục tiêu ban đầu của nó là cung cấp cho các nhà kinh doanh len Úc cơ sở bảo hiểm rủi ro tại đất nước của họ. SGWFE đưa ra một hợp đồng len nhờn mà đến cuối năm đó đã giao dịch 19.042 lô.
- 1969–1970: Bong bóng Poseidon (bùng nổ khai thác được kích hoạt bởi phát hiện niken ở Tây Úc) khiến cổ phiếu ngành khai thác của Úc tăng vọt và sau đó sụp đổ, khiến các khuyến nghị về quy định cuối cùng dẫn đến các công ty quốc gia và luật chứng khoán của Úc.
- 1976: Thị trường Quyền chọn Úc được thành lập, giao dịch quyền chọn mua.
- 1980: Chỉ số giao dịch chứng khoán Melbourne và Sydney riêng biệt được thay thế bằng chỉ số Sở giao dịch chứng khoán Úc.
- Năm 1984: Tỷ lệ hoa hồng của các nhà môi giới bị bãi bỏ quy định. Hoa hồng đã giảm dần kể từ đó, với tỷ lệ ngày nay thấp nhất là 0,12% hoặc 0,05% từ các nhà môi giới chiết khấu dựa trên internet.
- Năm 1984: Sở giao dịch chứng khoán Sydney đóng cửa do mưa lớn và lũ lụt vào ngày 9 tháng 11 năm 1984 với lượng mưa 70 mm đổ xuống trong vòng nửa giờ. Tất cả giao dịch trên sàn của Sydney Exchange đã bị đình chỉ trong suốt ngày thứ Sáu. Tổng thiệt hại lên tới 2 triệu đô la và việc sửa chữa mất hơn sáu tháng, với việc trải thảm mới và thay thế dây cáp và máy tính.
- Các nhà môi giới chứng khoán đã tận dụng quyền truy cập chung đã có thể giao dịch trên Sở giao dịch chứng khoán Melbourne. Và với việc Sở giao dịch chứng khoán Sydney bị đóng cửa bởi nước lũ, Sở giao dịch Melbourne đã tận hưởng ngày giao dịch bận rộn nhất trong năm. Sau tập phim đó, một địa điểm dự phòng đã được thành lập bên ngoài Khu trung tâm Sydney.

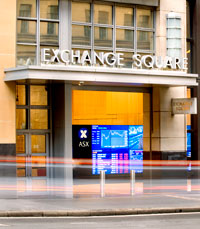
Cửa vào Quảng trường

- 1987: Australian Stock Exchange Limited (ASX) được thành lập vào ngày 1 tháng 4 năm 1987, thông qua việc thành lập theo luật của Quốc hội Úc. Sự hình thành của sở giao dịch chứng khoán quốc gia liên quan đến sự hợp nhất của sáu sở giao dịch chứng khoán độc lập đã hoạt động tại các thành phố thủ phủ của các bang.Cửa vào Quảng trườngLúc này, thị trường chứng khoán của Úc đã bước sang thời kỳ cực thịnh.
- 1988: Ra mắt Hệ thống giao dịch tự động (SEATS). Nó khác xa so với hệ thống ban đầu có từ hơn 100 năm trước. Trong thời gian đó, đã có ba hình thức giao dịch khác nhau trên các sàn giao dịch chứng khoán của Úc. Sớm nhất là hệ thống cuộc gọi dựa trên đấu giá, trong đó nhân viên sàn giao dịch chứng khoán (người gọi) lần lượt gọi tên từng chứng khoán niêm yết trong khi các thành viên đặt giá, chào bán hoặc mua cổ phiếu tại mỗi cuộc gọi. Hệ thống này tỏ ra không đủ khả năng để xử lý khối lượng giao dịch tăng lên trong thời kỳ bùng nổ khai thác. Nó được thay thế bằng hệ thống 'post' vào đầu những năm 1960, hệ thống này liên quan đến việc cổ phiếu được niêm yết trên 'post' hoặc 'board'. 'Chalkies' được sử dụng bởi Sở Giao dịch Chứng khoán và chức năng của họ là ghi lại các hồ sơ dự thầu và chào hàng của các nhà điều hành (nhân viên của các nhà môi giới chứng khoán) và doanh số bán hàng được thực hiện. Hệ thống này vẫn tồn tại cho đến năm 1987.
- 1990: Thị trường chứng quyền được thành lập.
- 1993: Chứng khoán lãi suất cố định được thêm vào (xem Thị trường lãi suất bên dưới). Cũng trong năm 1993, hệ thống giải quyết nhanh FAST được thành lập, và năm sau hệ thống CHESS (xem Giải quyết bên dưới) đã được giới thiệu, thay thế cho FAST.
- 1994: Sở giao dịch hàng hóa tương lai Sydney thông báo giao dịch hợp đồng tương lai trên các cổ phiếu ASX riêng lẻ. ASX đã phản hồi bằng Quyền chọn giá thực hiện thấp hoặc LEPO (xem bên dưới). SFE đã ra tòa, tuyên bố rằng LEPO là tương lai và do đó ASX không thể cung cấp chúng. Tuy nhiên, tòa án cho rằng họ là những lựa chọn và vì vậy LEPO đã được giới thiệu vào năm 1995.
- 1995: Thuế tem đối với các giao dịch cổ phiếu giảm một nửa từ 0,3% xuống 0,15%. ASX đã đồng ý với Chính phủ Bang Queensland về việc bố trí nhân viên ở Brisbane để đổi lấy việc giảm thuế tem ở đó, và các bang khác cũng làm theo để không bị mất hoạt động môi giới vào tay Queensland. Năm 2000, thuế đóng dấu đã được bãi bỏ ở tất cả các bang như là một phần của sự ra đời của GST.
- Năm 1996: Các thành viên của sàn giao dịch (nhà môi giới, v.v.) đã bỏ phiếu để hủy ngôn ngữ hóa. Sàn giao dịch được thành lập với tên ASX Limited và vào năm 1998, công ty đã được niêm yết trên chính ASX, với Ủy ban Chứng khoán & Đầu tư Úc thực thi các quy tắc niêm yết cho ASX Limited.
- 1997: Giao dịch điện tử bắt đầu khi thị trường quyền chọn chuyển từ sàn này sang màn hình khác. Quá trình chuyển đổi theo từng giai đoạn sang hệ thống CLICK điện tử cho các công cụ phái sinh đã bắt đầu.
- 1998: ASX trở thành một công ty niêm yết. Đây là sàn giao dịch đầu tiên trên thế giới phi ngôn ngữ hóa và niêm yết trên thị trường của riêng mình, một xu hướng đã được một số sàn giao dịch khác bắt chước trong những năm qua. Hiệp hội Bảo trợ tương hỗ Úc bắt đầu vào năm 1849 với tư cách là một tổ chức cung cấp bảo hiểm nhân thọ. Bây giờ được gọi là AMP, nó đã trở thành một công ty niêm yết công khai trên ASX vào năm 1998.
- 2000: Vào tháng 10, ASX mua lại 15% cổ phần của công ty phần mềm quản lý đơn hàng và giao dịch IRESS (trước đây là BridgeDFS Ltd).
- 2001: Thuế tem đối với chứng khoán thị trường được bãi bỏ.
- 2006: ASX thông báo sáp nhập với Sydney Futures Exchange, sàn giao dịch phái sinh chính ở Úc.

## Hệ thống giao dịch
ASX Group có hai nền tảng giao dịch - ASX Trade, tạo điều kiện thuận lợi cho việc giao dịch chứng khoán vốn ASX và ASX Trade24 cho giao dịch chứng khoán phái sinh.
Tất cả phiên giao dịch chứng khoán vốn ASX đều được giao dịch trên màn hình trên ASX Trade. ASX Trade là một nền tảng giao dịch có độ trễ cực thấp. Trong khi đó,  NASDAQ OMX dựa trên hệ thống Genium INET của nó, được nhiều sàn giao dịch trên thế giới sử dụng. Đây là một trong những nền tảng giao dịch đa tài sản nhanh nhất và nhiều chức năng nhất trên thế giới, cung cấp độ trễ xuống còn ~ 250 micro giây.
ASX Trade24 là nền tảng giao dịch toàn cầu ASX cho các công cụ phái sinh. Nó được phân phối trên toàn cầu với các điểm truy cập mạng (cổng) đặt tại Chicago, New York, London, Hong Kong, Singapore, Sydney và Melbourne. Nó cũng cho phép giao dịch thực sự trong 24 giờ và đồng thời duy trì hai ngày giao dịch đang hoạt động, cho phép sản phẩm được mở để giao dịch trong ngày giao dịch mới trong một múi giờ trong khi các sản phẩm vẫn giao dịch theo ngày hôm trước.

#### Giờ mở cửa
Các ngày giao dịch hoặc làm việc bình thường của ASX là các ngày trong tuần, từ thứ Hai đến thứ Sáu. ASX không giao dịch vào các ngày lễ quốc gia: Ngày đầu năm mới (1 tháng 1), Ngày Úc (26 tháng 1 và được quan sát vào ngày này hoặc ngày làm việc đầu tiên sau ngày này), Thứ Sáu Tuần Thánh (thay đổi mỗi năm), Thứ Hai Phục Sinh, Ngày Anzac (25 tháng 4), sinh nhật của Nữ hoàng (tháng 6), Ngày Giáng sinh (25 tháng 12) và Ngày tặng quà (26 tháng 12).
Vào mỗi ngày giao dịch, có một phiên giao dịch trước thị trường từ 7:00 đến 10:00 sáng ( theo giờ AEST) và một phiên giao dịch thường kỳ từ 10:00 đến 16:00. Thị trường mở theo thứ tự bảng chữ cái trong các phiên đấu giá đơn giá, theo từng giai đoạn trong mười phút đầu tiên, với một thời gian ngẫu nhiên nhỏ được tích hợp để ngăn chặn dự đoán chính xác của các giao dịch đầu tiên. Ngoài ra còn có một cuộc đấu giá đơn giá từ 4:10 chiều đến 4:12 chiều để đặt giá đóng cửa hàng ngày, và phiên ngoài giờ diễn ra từ 16:00 đến gần 19:35.

## Định cư
Người sở hữu chứng khoán nắm giữ cổ phiếu dưới một trong hai hình thức, cả hai hình thức này đều hoạt động dưới dạng nắm giữ không được chứng nhận, thay vì thông qua việc phát hành chứng chỉ cổ phiếu vật chất:
Hệ thống đăng ký phụ điện tử của Clearing House (CHESS). Người tham gia kiểm soát của nhà đầu tư (thường là nhà môi giới) tài trợ cho khách hàng vào CHESS. Chủ sở hữu chứng khoán được cấp "số nhận dạng chủ sở hữu" (HIN) và các bản sao kê hàng tháng được gửi đến chủ sở hữu chứng khoán từ hệ thống CHESS khi có sự thay đổi trong số chứng khoán của họ trong tháng đó.
Được nhà phát hành tài trợ. Sổ đăng ký cổ phiếu của công ty quản lý việc nắm giữ của chủ sở hữu chứng khoán và cấp cho nhà đầu tư số tham chiếu của chủ sở hữu chứng khoán (SRN) có thể được trích dẫn khi bán.
Cổ phần có thể được chuyển từ tổ chức phát hành tài trợ sang CHESS hoặc giữa các nhà môi giới khác nhau bằng tin nhắn điện tử do người tham gia kiểm soát thực hiện.

## Buôn bán ngắn hạn
Việc bán khống cổ phiếu được phép trên ASX, nhưng chỉ trong số các cổ phiếu được chỉ định và với một số điều kiện nhất định:
- Người tham gia giao dịch ASX (nhà môi giới) phải báo cáo tất cả các khoản bán khống hàng ngày cho ASX. Báo cáo sẽ tổng hợp tổng doanh số bán khống theo báo cáo của từng người tham gia giao dịch ở cấp độ cổ phiếu riêng lẻ.
- ASX công bố tổng doanh số bán ngắn hạn tổng hợp cho những người tham gia ASX và công chúng.

Nhiều công ty môi giới không bán khống cho các nhà đầu tư tư nhân nhỏ. LEPO có thể đóng vai trò tương đương, trong khi hợp đồng chênh lệch (CFD) do các nhà cung cấp bên thứ ba cung cấp là một giải pháp thay thế khác.
Vào tháng 9 năm 2008, ASIC đã đình chỉ gần như tất cả các hình thức bán khống do lo ngại về sự ổn định của thị trường trong cuộc khủng hoảng tài chính toàn cầu đang diễn ra. Lệnh cấm bán khống có bảo hiểm đã được dỡ bỏ vào tháng 5 năm 2009. 
Ngoài ra, trong thay đổi lớn nhất đối với ASX trong 15 năm, Quy tắc thanh toán ASTC 10.11.12 đã được giới thiệu, yêu cầu nhà môi giới cung cấp cổ phiếu khi đến hạn thanh toán, nếu không nhà môi giới phải mua cổ phiếu trên thị trường để bù đắp khoản thiếu hụt. Quy tắc yêu cầu rằng nếu tồn tại Khoản thiếu hụt thanh toán không thành công vào ngày làm việc thứ hai sau ngày mà Chỉ thị theo lô đã lên lịch ban đầu được lên lịch giải quyết (thường là vào T + 5), người tham gia thanh toán phân phối phải:
- Đóng Khoản thiếu hụt Thanh toán Bất thành vào ngày làm việc tiếp theo bằng cách mua số lượng Sản phẩm Tài chính của loại có liên quan bằng với khoản thiếu hụt
- Có được theo một thỏa thuận cho vay chứng khoán số Sản phẩm tài chính của loại có liên quan tương đương với khoản thiếu hụt và cung cấp các Sản phẩm tài chính đó trong Thỏa thuận thanh toán theo đợt không quá hai ngày làm việc sau đó.

## Lựa chọn
Các quyền chọn về cổ phiếu hàng đầu được giao dịch trên ASX, với các bộ giá thực tế và ngày hết hạn được tiêu chuẩn hóa. Tính thanh khoản được cung cấp bởi các nhà tạo lập thị trường, những người được yêu cầu cung cấp báo giá. Mỗi nhà tạo lập thị trường được giao hai hoặc nhiều cổ phiếu. Một cổ phiếu có thể có nhiều hơn một nhà tạo lập thị trường và chúng cạnh tranh với nhau. Nhà tạo lập thị trường có thể chọn một hoặc cả hai:
- Tạo thị trường liên tục, trên một bộ 18 lựa chọn.
- Đưa ra thị trường theo yêu cầu báo giá, trong bất kỳ tùy chọn nào trong thời hạn tối đa 9 tháng.

Trong cả hai trường hợp, có số lượng tối thiểu (5 hoặc 10 hợp đồng tùy thuộc vào cổ phiếu) và mức chênh lệch tối đa được phép.
Do rủi ro cao hơn trong quyền chọn, nhà môi giới phải kiểm tra tính phù hợp của khách hàng trước khi cho phép họ giao dịch quyền chọn. Khách hàng có thể thực hiện cả (nghĩa là mua) và viết (tức là bán) các tùy chọn. Đối với các vị thế bằng văn bản, khách hàng phải đặt tiền ký quỹ.

## Thị trường lãi suất
Thị trường lãi suất ASX là một tập hợp các trái phiếu công ty, giấy ghi lãi suất thả nổi và cổ phiếu ưu đãi giống trái phiếu được niêm yết trên sàn giao dịch. Các chứng khoán này được giao dịch và thanh toán theo cách tương tự như cổ phiếu thông thường, nhưng ASX cung cấp thông tin như thời gian đáo hạn của chúng, lãi suất thực tế, v.v., để hỗ trợ so sánh.

## Thị trường tương lai
Sydney Futures Exchange (SFE) là sàn giao dịch phái sinh lớn thứ 10 trên thế giới, cung cấp các phái sinh về lãi suất, cổ phiếu, tiền tệ và hàng hóa. SFE hiện là một phần của ASX và các sản phẩm tích cực nhất của nó là:
- SPI 200 Futures - Hợp đồng tương lai dựa trên chỉ số đại diện cho 200 cổ phiếu lớn nhất trên Sàn giao dịch chứng khoán Úc theo vốn hóa thị trường.
- Hợp đồng tương lai được ngân hàng chấp nhận trong 90 ngày AU - tương đương với hợp đồng tương lai T-Bill của Úc.
- Hợp đồng tương lai trái phiếu 3 năm - Hợp đồng tương lai trên trái phiếu 3 năm của Úc.
- Hợp đồng tương lai trái phiếu 10 năm - Hợp đồng tương lai trên trái phiếu 10 năm của Úc.

Các phiên giao dịch của ASX được dựa trên hợp đồng tương lai trên các chỉ số tài sản ASX 50, ASX 200 và ASX, cũng như ngũ cốc, điện và len. Các quyền chọn đối với hợp đồng tương lai ngũ cốc cũng được giao dịch.

## Các chỉ số thị trường
ASX duy trì các chỉ số chứng khoán liên quan đến các cổ phiếu được giao dịch trên sàn giao dịch cùng với Standard & Poor's. Có một hệ thống phân cấp các nhóm chỉ số được gọi là S&P/ASX 20, S&P/ASX 50, S&P/ASX 100, S&P/ASX 200 và S&P/ASX 300, thường chứa từ 20 đến 300 công ty lớn nhất được liệt kê trên trao đổi, tùy thuộc vào một số trình độ.

## Trò chơi chia sẻ thị trường của ASX
Trò chơi thị trường cổ phiếu ASX mang đến cho các thành viên là học sinh trung học và công lập cơ hội tìm hiểu về cách đầu tư vào thị trường cổ phiếu bằng cách sử dụng giá thị trường thực. Những người tham gia nhận được 50.000 $ giả định để mua và bán cổ phần trong 150 công ty và theo dõi tiến trình đầu tư của họ trong suốt thời gian diễn ra trò chơi.

## Các phiên đàm phán của ASX
Ngày 25/10/2010, ASX đã tiến hành các cuộc đàm phán sáp nhập với Sở giao dịch Singapore (SGX). Việc sáp nhập sẽ tạo ra một thị trường chứng khoán với giá trị thị trường là 14 tỷ đô la Mỹ. Việc sáp nhập đã bị Thủ quỹ Australia Wayne Swan chặn vào ngày 8 tháng 4 năm 2011, theo lời khuyên từ Ban Đánh giá Đầu tư Nước ngoài rằng việc sáp nhập được đề xuất không vì lợi ích tốt nhất của Australia.

## Hiệu suất công ty trong Năm tài chính
Năm 2015, Doanh thu Dịch vụ Thông tin và Dịch vụ Kỹ thuật lần lượt tăng 8% và 10%, trong khi Austraclear tăng 9%. Một điểm sáng khác là cổ tức từ IRESS, tăng 47% so với giai đoạn trước, lên 4,9 triệu đô la. Công ty phần mềm tài chính này đã tăng 27% trong vài năm qua và 19,3% cổ phần của ASX hiện trị giá 334 triệu đô la, hơn 4% giá trị thị trường của chính nó. [21]